# Карачай (река, впадает в Каспийское море)
Карачай (азерб. Qaraçay — в переводе «Чёрная река») — река на северо-востоке Азербайджана, берущая своё начало с северных склонов Главного Кавказского хребта в районе вершины Бабадаг (на высоте около 3100 м над уровнем моря) и впадающая в Каспийское море. Высота устья — −28,5 метра над уровнем моря. Река многоводна с неустойчивым режимом.
Основные притоки — Азарчай (левый), Аггадукчай (левый).
Крупные населённые пункты на реке — Гюлевлю, Ашагы-Зеид, Биринджи Нюгеди, Икинджи Нюгеди.
Средний расход воды у села Алыч равен 2,35 м³/с. Максимум стока приходится на май-июль, минимум — на зимние месяцы.

## В искусстве
Карачаю посвящено стихотворение «Ağçay», «Qaraçay» азербайджанского поэта Ислама Сафарли.

## Галерея
- Каньон реки Карачай